# Padang Parsadaan
Padang Parsadaan is een bestuurslaag in het regentschap Tapanuli Utara van de provincie Noord-Sumatra, Indonesië. Padang Parsadaan telt 787 inwoners (volkstelling 2010).